# ニケーズ・ド・ケイゼル
ニケーズ・ド・ケイゼル（Nicaise de Keyser 、名は: Nicaas, Nikaas とも、1813年8月26日 - 1887年7月17日）は、ベルギーの画家である。主に歴史画や肖像画を描いた。ベルギーのロマン主義の美術において重要な画家である。

## 略歴
アントウェルペンのザンドヴリート地区で生まれた。 アントウェルペンの王立美術アカデミーで、ファン・ブレー(Mathieu Ignace van Brée)らに学んだ。1835年頃から、イングランド、スコットランド、パリ、イタリアを旅した。1840年に画家の Isabella Telghuysと結婚した。

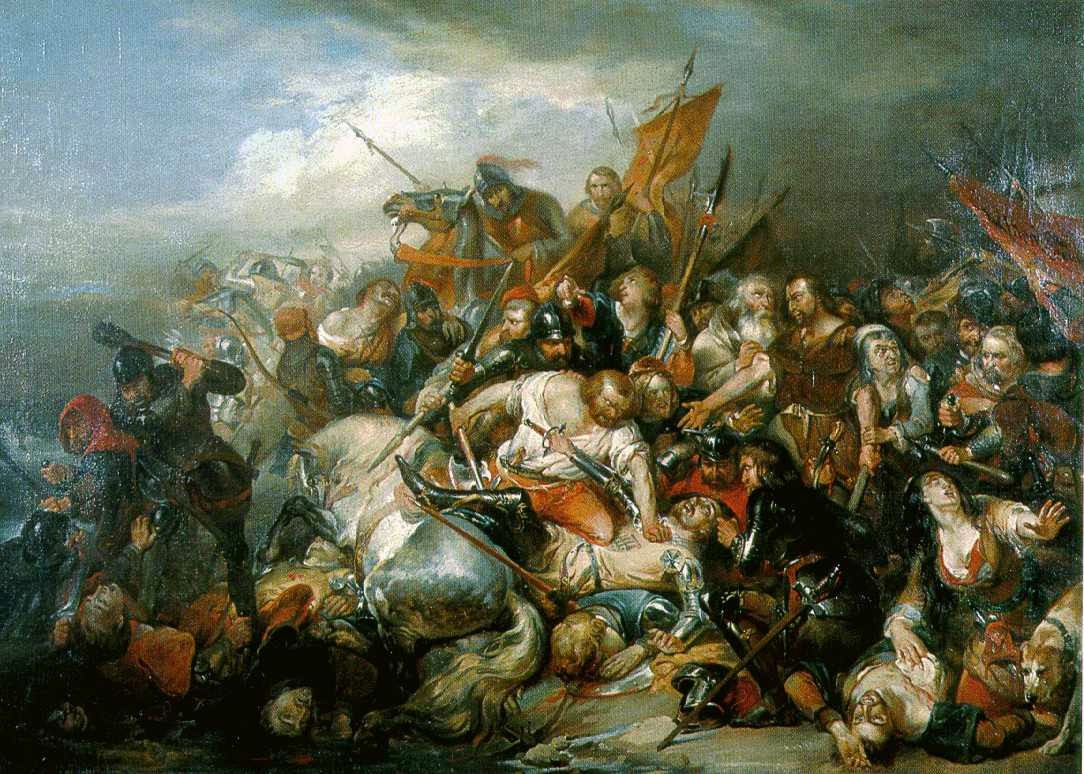
『金拍車の戦い』(1837年)

1855年にフスタフ・ワッペルスの後任としてアントウェルペンの王立美術アカデミーの校長になった。ド・ケイゼルの教えた画家には エミール・クラウス、Joseph Lies、アロイース・ブードリー、マティス・マリス、シャルル・ヴェルラらがいる。 
始め宗教的な題材を描き、歴史画でも高く評価された。上流階級の肖像画を描いて人気があった。
歴史画の代表作に、14世紀のフランドル都市連合軍がフランス軍を破った戦いを描いた『金拍車の戦い』(1837年)がある。
1845年にベルギーの王立科学・文芸・芸術アカデミーの会員に選ばれ、1874年には会長を務めた。1849年にプロイセン芸術アカデミーの会員に選ばれ、1862年にはフランス政府からレジオンドヌール勲章（オフィシエ）を受勲し、1873年にプロイセン政府からプール・ル・メリット勲章、1881年にベルギー政府からレオポルド勲章(グランオフィシエ)を受勲した。

## 作品

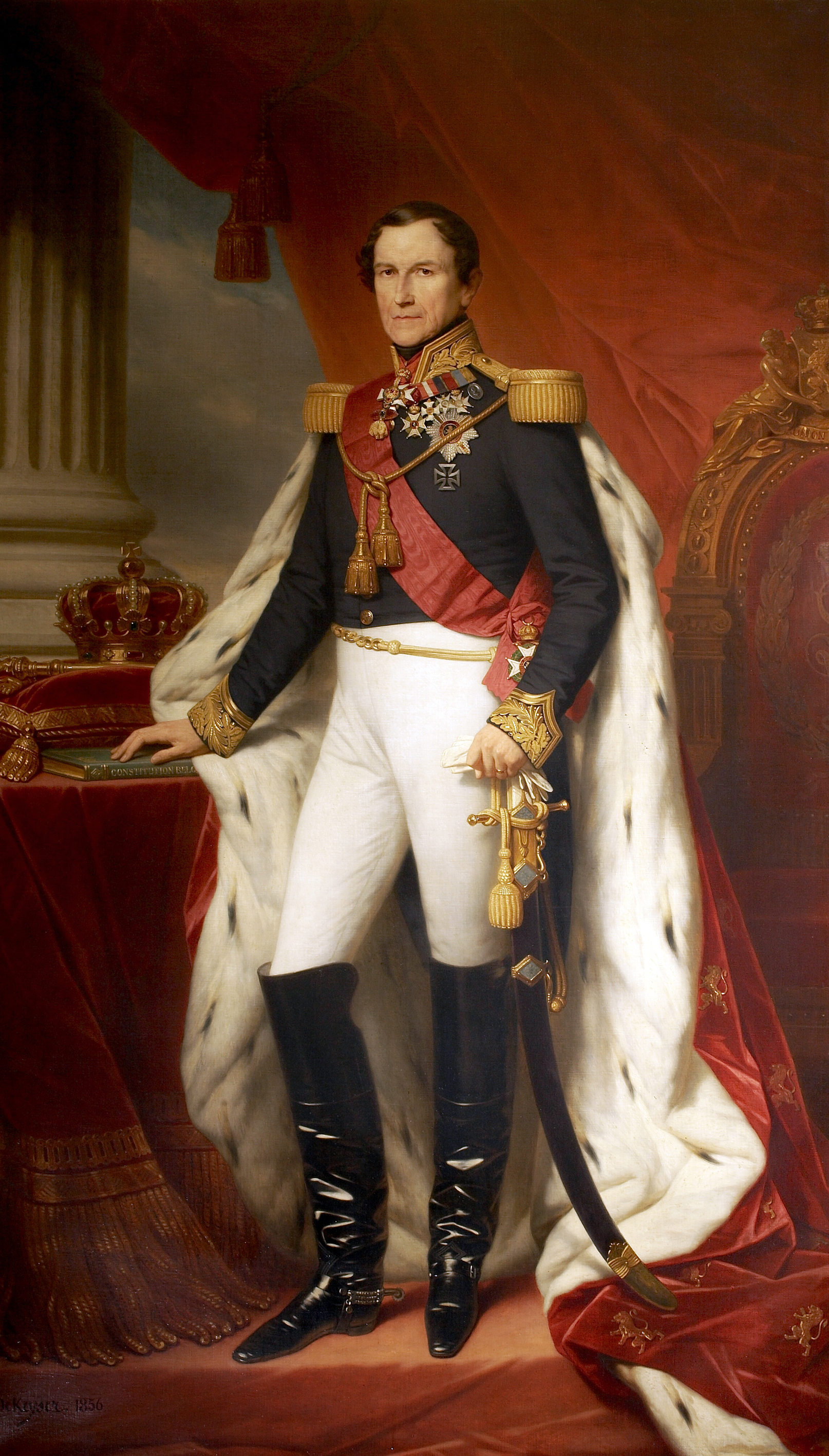
レオポルド1世 (ベルギー王),(1856)
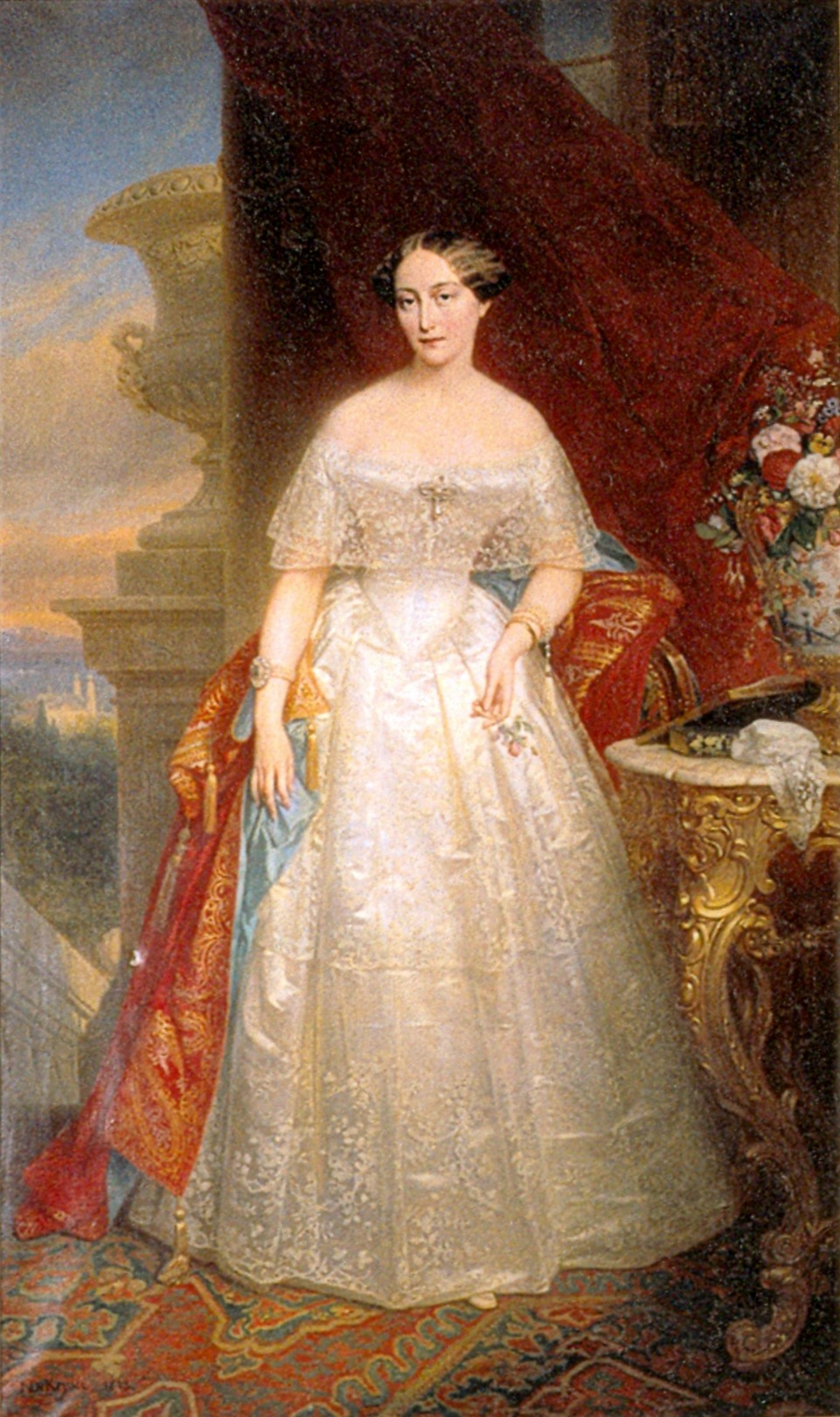
ヴュルテンベルク王妃オリガ (1848)
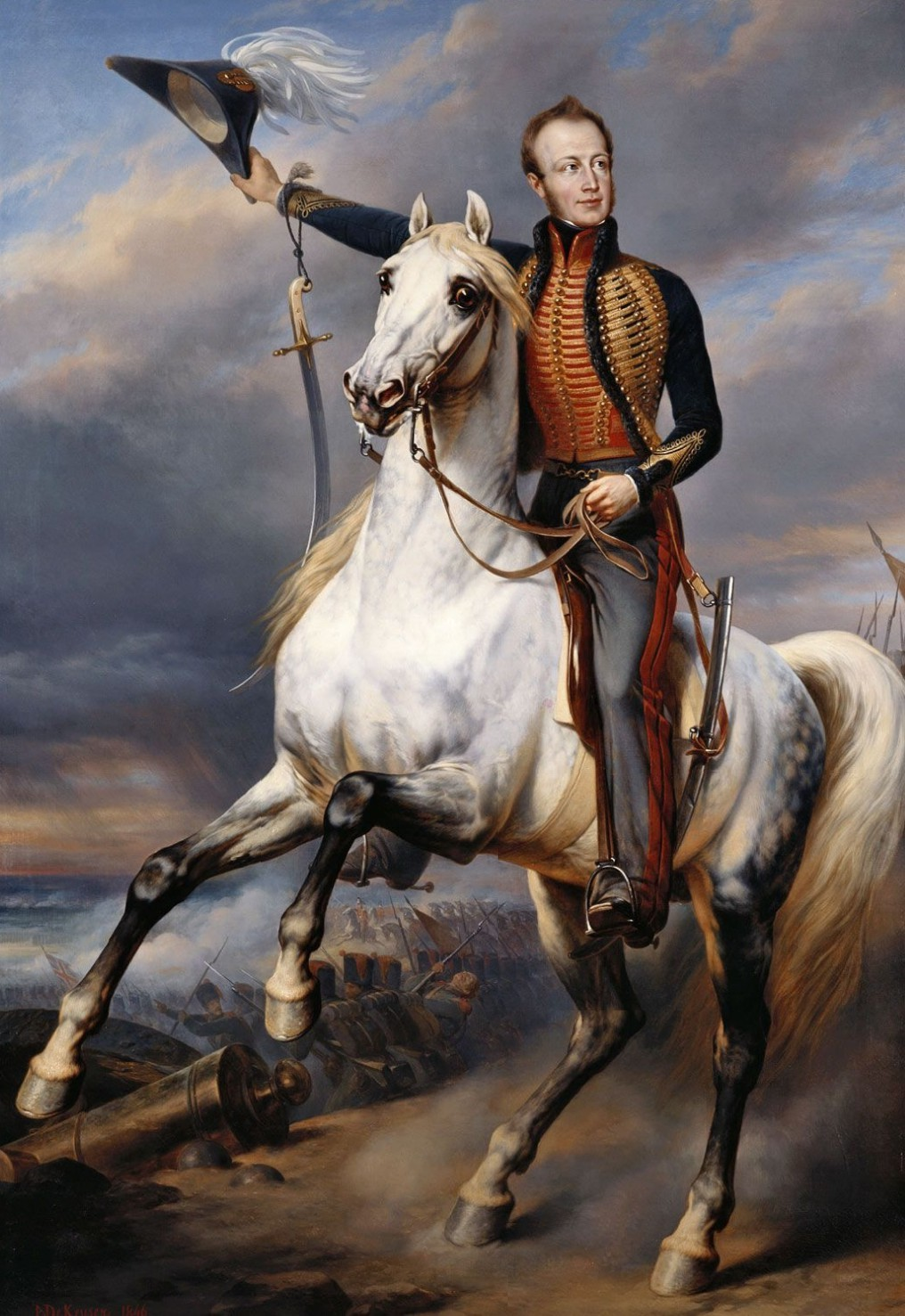
ウィレム2世 (オランダ王),(1846)
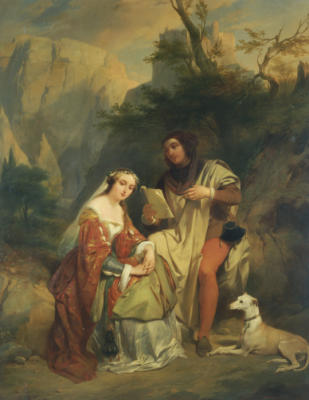
ペトラルカとラウラ (1842)